# Yorkshire del Norte
Yorkshire del Norte (en inglés: North Yorkshire, /ˈnɔ:θ 'jɔ:kˌʃə/) es uno de los cuarenta y siete condados de Inglaterra (Reino Unido). Ubicado en la región Yorkshire y Humber —exceptuando su extremo nororiental, el antiguo condado de Cleveland, que pertenece a la región Nordeste— limita al norte con Durham, al este con el mar del Norte, al sur con Yorkshire del Este, del Sur y del Oeste, y al oeste con Lancashire y Cumbria. Con un área de 8.608 km² es el más extenso de todos los condados.
Fue creado en 1974 por la Ley de Gobierno Local de 1972 cubriendo una extensión de 8.654 km², que lo convierte en el mayor condado inglés. El 40 % de su territorio está cubierto por parques nacionales y áreas protegidas, entre los que cabe destacar los Yorkshire Dales o los North York Moors.

## División e inmediaciones
El área bajo el control del concejo condal está dividida en varios distritos de gobierno local, y son: Craven, Hambleton, Harrogate, Richmondshire, Ryedale, Scarborough y Selby.
El Departamento para las Comunidades y el Gobierno Local consideró seriamente una reorganización de la estructura administrativa del concejo condal de Yorkshire del Norte mediante la abolición de los siete concejos del distrito y el concejo condal para crear una autoridad unitaria de Yorkshire del Norte. Se planeó que los cambios no se implantarían más tarde del 1 de abril de 2009, pero finalmente fueron rechazados.
El mayor asentamiento en el condado no metropolitano es Harrogate, mientras que en el condado ceremonial es York.
York, Middlesbrough y Redcar and Cleveland son autoridades unitarias con el estatus de municipio que forman parte del condado ceremonial para varias funciones como el Lord Teniente de Yorkshire del Norte, pero no pasó bajo el control del concejo condal; únicamente un distrito en Inglaterra (Stockton-on-Tees) se divide entre Yorkshire del Norte y el condado de Durham en este ámbito. Los municipios de Middlesbrough, Stockton-on-Tees y Redcar and Cleveland forman parte de la región nordeste de Inglaterra.
El área, incluyendo las autoridades unitarias, o condado ceremonial, bordea a Yorkshire del Este, Yorkshire del Sur, Yorkshire del Oeste, Lancashire, Cumbria y el condado de Durham.

## Descripción
Dentro de Yorkshire del Norte se encuentran los North York Moors y la mayor parte de los Yorkshire Dales; dos de las once áreas del campo de Inglaterra y Gales para ser oficialmente nombradas como parques nacionales. El punto más elevado es Whernside, en el límite de Cumbria, a 736 m de altura.
Además de ser el condado más grande de Inglaterra, es el que cuenta con mayor número de municipios y de localidades. Cuenta con la mayor población de pueblos más amplia del país y de la región con más abadías y monasterios eclesiásticos desde el siglo XIX.

## Historia
Yorkshire del Norte se formó el 1 de abril de 1974 como resultado de la Ley de Gobierno Local de 1972 y cubre la mayoría de las tierras del histórico Riding del Norte, así como la mitad norte del Riding del Oeste, las márgenes septentrional y oriental del Riding del Este de Yorkshire y al antiguo municipio condal de York.
York se convirtió en una autoridad unitaria independiente de Yorkshire del Norte el 1 de abril de 1996, y al mismo tiempo Middlesbrough, Redcar and Cleveland y las áreas de Stockton-on-Tees al sur del río pasaron a formar parte de Yorkshire del Norte el cuanto al ámbito ceremonial, habiendo pertenecido al antiguo Condado de Cleveland desde 1974 hasta 1996.

## Economía
He aquí un cuadro de la tendencia del valor regional bruto añadido para Yorkshire del Norte en precios básicos actuales, por la Oficina Nacional de Estadística británica con cifras en millones de libras esterlinas.
| Año  | Valor regional bruto | Agricultura | Industria | Servicios |
| ---- | -------------------- | ----------- | --------- | --------- |
| 1995 | 7278                 | 478         | 2181      | 4618      |
| 2000 | 9570                 | 354         | 2549      | 6667      |
| 2003 | 11 695               | 390         | 3025      | 8281      |

## Educación
La Autoridad de Educación Local (en inglés Local education authority, LEA) de Yorkshire del Norte tiene un sistema de educación secundaria, principalmente. Con más de 42 centros públicos (sin incluir institutos de nivel avanzado, los sixth form colleges) y 12 escuelas independientes, incluyendo el Ampleforth School y el Harrogate Ladies School.

## Ciudades y pueblos

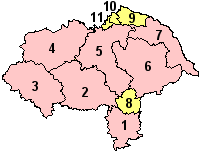
Distritos del condado:
1. Selby
2. Harrogate
3. Craven
4. Richmondshire
5. Hambleton
6. Ryedale
7. Scarborough
8. York (a. unitaria)
9. Redcar and Cleveland (a. unitaria)
10. Middlesbrough (a. unitaria)
11. Stockton-on-Tees (a. unitaria) (la parte sur de los Tees).

Las localidades en cursiva se encuentran fuera del actual condado no metropolitano de Yorkshire del Norte.
- Ampleforth, Appleton-le-Moors
- Bedale, Bolton-on-Swale, Boroughbridge, Borrowby (Hambleton), Borrowby (Scarborough), Brompton (Hambleton), Brotton, Buckden
- Castleton, Catterick, Catterick Garrison, Cawood, Clapham, Conistone
- Dalton (Hambleton), Dalton (Richmondshire), Danby Wiske
- Easby (Hambleton), Easingwold, Egton
- Filey
- Giggleswick, Glasshouses, Goathland, Grassington, Great Ayton, Grosmont
- Harrogate, Hawes, Helmsley, Horton in Ribblesdale, Hunmanby, Huntington
- Ingleton
- Kettlewell, Kilnsey, Kirkbymoorside, Knaresborough
- Leyburn
- Malham, Malton, Masham, Marske-by-the-Sea, Middleham, Middlesbrough,
- Nueva Marske, Northallerton, Norton-on-Derwent
- Osmotherley
- Pateley Bridge, Pickering
- Redcar, Reeth, Richmond, Rievaulx, Ripon, Robin Hood's Bay, Romanby
- Saltburn, Scarborough, Scorton, Selby, Settle, Sheriff Hutton, Skipton, Sowerby, Stokesley, Streetlam, Sutton-under-Whitestonecliffe
- Tadcaster, Thirsk, Thornaby-on-Tees
- Whitby,
- Yarm, York

## Monumentos y lugares de interés
Las localidades en cursiva se encuentran fuera del actual condado no metropolitano de Yorkshire del Norte.
- Colegio Ampleforth
- Abadía de Bolton
- Abadía de Byland - English Heritage (EH)
- Castillo Bolton
- Guarnición Catterick
- Colinas Cleveland
- Drax
- Malham Cove
- Parque Duncombe - casa solariega
- Ferrocarril de vapor de la abadía Embsay & Bolton
- Falconry UK Ltd. Birds of Prey and Conservation Centre
- Parque Temático y Zoo de Tierra de Flamencos
- Abadía de Fountains
- Castillo de Howard y las Colinas Howardian
- Castillo Helmsley - EH
- Valle Lightwater
- Castillo Middleham
- Priorato Monte de Gracia - EH
- Ferrocarril de los Páramos de Yorkshire del Norte
- Salón Ormesby - Mansión Palladian
- Castillo Richmond
- Abadía Rievaulx - EH
- Abadía Selby
- Salón Shandy - casa solariega
- Castillo de Skipton
- Fortificaciones de la Edad de Hierro de Stanwick - EH
- Real Parque Studley
- Wharram Percy
- Abadía Whitby
- Catedral de Ripon
- Catedral de York
- Museo Aéreo de Yorkshire

## Transporte
Sólo hay dos autopistas que recorren Yorkshire del Norte: la A1(M) y la A66(M). Las otras rutas principales (aparte de las autopistas) son la A1, la A19 y la A66.
Los servicios de autobús también funcionan diariamente; la mayor parte están controlados por Arriva y la compañía local Dales & District, en York. FirstGroup dirige un servicio de park and ride (aparcar y montar), así como rutas regulares de autobús alrededor de la ciudad.
La Línea Principal de la Costa Este (East Coast Main Line), la TransPenina del Norte (North TransPennine) y la recién formada línea Gran Central (Grand Central) de Londres a Sunderland son las mayores líneas ferroviarias que recorren el condado. La Estación de York es la mayor del condado, con 11 andenes. Es por derecho propio un punto de interés turístico, junto con el adyacente Museo Nacional del Ferrocarril.
No hay aeropuertos importantes en el propio condado, pero el Valle Durham Tees, en el Condado de Durham, el Aeropuerto de Newcastle y el Aeropuerto Internacional de Leeds Bradford, son los más cercanos.

## Deportes
Yorkshire del Norte es la sede de varios clubs de fútbol, siendo el más exitoso el Middlesbrough FC, que juega en la FA Premier League. Otros equipos son el Ciudad de York FC, que ha llegado a jugar en la Football League, pero hoy en día juega en la Conferencia Nacional.
No hay ningún equipo de rugby importante en el condado, aunque los York City Knights son un equipo de la Rugby league.
Yorkshire del Norte cuenta con muchos autódromos, como el Puente Catterick, el Thirsk y el Ripon. También posee un circuito automovilístico: el Circuito Croft. Este circuito alberga celebraciones de Campeonato Británico de Turismos, Campeonato de Superbicicletas Británicas y Carreras de Furgonetas. El Club de Cricket del Condado de Yorkshire juega un número de encuentros en Camino Marina Norte (North Marine Road), Scarborough.